# X2p
X2p är beteckningen på en smalspårig (891 mm), elektrisk motorvagnstyp som gick på Roslagsbanan från 1919 till 1992. Det finns en vagn, nr 33, bevarad hos Roslagsbanans Veterantågsförening. Motorvagnarna byggdes 1918 till 1919 av Asea och ursprungligt fanns det tre vagnar av vagntypen med vagnsnumren 32 - 34. Motorvagnen trafikerade oftast Djursholmsbanan men även övriga delar av Roslagsbanan t.ex. till Näsbypark. Den största tillåtna hastigheten för X2p är 60 km/h. Vagnen är 17,9 meter lång och 2,5 meter bred och antalet sittplatser är 56 stycken. Vagnen är försedd med ribbgolv, träspont i taket och sittplatserna är träbänkar. Vagnen är också byggd i trä.

## Ombyggnad
År 1941 byggdes vagnen om vilket gjorde att sitplattserna kläddes i tyg, och att träsponten spikades över med masonit. Några år senare byggdes vagnen om ytterligare vilket gjorde att vagnarna fick ett nytt elsystem. I slutet av 1960-talet fick vagnarna en ytterligare ombyggnad då den blev ommålad invändigt samt rörsoffor installerades. Efter att vagnen togs ur trafik år 1992 och skulle användas endast som museitrafik renoverades X2p igen och fick tillbaka sitt originalutseende.

## Utrangering
År 1972 skrotades vagn 32 och tre år senare skrotades vagn 34, men vagn 33 fortsatte att gå i trafik till år 1992. Då togs vagn 33 ur trafik eftersom X10p ersatte alla gamla vagnar. X2p hade gått då i totalt 73 år.

## Bevarade vagnar
När X2p togs ur trafik år 1992 bildades Roslagsbanans Veterantågsförening (RBV), vilka bevarade vagn 33 och renoverade den till sitt ursprungliga utseende i sin verkstad vid Stockholms Östra. Den körs vid vid speciella tillfällen som veterantåg.